# Complément familial
Le complément familial est l'une des prestations sociales françaises prévues pour aider les familles à revenu moyen ou modeste.
Pour pouvoir en bénéficier, l'allocataire doit avoir au moins trois enfants à charge, âgés de plus de 3 ans et de moins de 21 ans et n'exerçant pas d'activité professionnelle (leur procurant un revenu de plus de 55 % du SMIC par mois), et des ressources ne dépassant pas un certain plafond.
Pour un ménage à un seul revenu, au premier juillet 2006, le revenu net catégoriel de 2005 devait être inférieur à 26 731 € pour trois enfants, à 31 186 € pour quatre enfants, et à ce dernier montant augmenté de 4 455 € pour chaque enfant supplémentaire.
Pour un ménage avec deux revenus ou une personne isolée, le plafond pour trois enfants était porté à 32 700 € et 4 455 € de plus pour chaque enfant supplémentaire.

## Montant
Au 1er janvier 2016, le montant du complément familial était de 202.05 € nets par mois. 